# A Slight Case of Overbombing
A Slight Case of Overbombing è il greatest hits del gruppo gothic rock britannico The Sisters of Mercy pubblicato dalla Warner Music UK Ltd. nel 1993.
Sulla copertina del disco si nota al centro il logo "Merciful Release" su uno sfondo nero. In alto si legge: "Greatest Hits Volume One". In senso circolare intorno al logo si legge il titolo dell'album: "A Slight Case of Overbombing" ed il nome del gruppo: "Sisters".

## Tracce
1. Under The Gun - 5:41
2. Temple of Love (1992) - 8:05
3. Vision Thing - 7:33
4. Denotation Boulevard - 3:48
5. Doctor Jeep - 3:00
6. More - 8:23
7. Lucretia My Reflection - 8:43
8. Dominion / Mother Russia - 7:01
9. This Corrosion - 10:16
10. No Time to Cry - 3:56
11. Walk Away - 3:22
12. Body and Soul - 3:30

## Formazione
- Traccia 1
  - Andrew Eldritch – voce, tastiera
  - Terri Nunn – voce
  - Adam Pearson – chitarra
  - Doktor Avalanche (drum machine) – batteria, sintetizzatore
- Traccia 2
  - Andrew Eldritch – voce, tastiera
  - Ofra Haza – voce
  - Andreas Bruhn – chitarra
  - Doktor Avalanche (drum machine) – batteria, sintetizzatore
- Tracce 3-4-5-6
  - Andrew Eldritch – voce, tastiera
  - Andreas Bruhn – chitarra
  - Tim Bricheno – chitarra
  - John Perry – chitarra (traccia 4)
  - Tony James – basso
  - Maggie Reilly - solista
  - Doktor Avalanche (drum machine) – batteria
- Tracce 7-8-9
  - Andrew Eldritch – voce, chitarra, tastiera
  - Patricia Morrison – basso
  - Doktor Avalanche (drum machine) – batteria, sintetizzatore
- Tracce 10-11-12
  - Andrew Eldritch – voce, tastiera
  - Wayne Hussey – chitarra
  - Gary Marx – chitarra
  - Craig Adams – basso
  - Doktor Avalanche (drum machine) – batteria